# Ruta de Rhode Island 104
La Ruta de Rhode Island 104, y abreviada R.I. 104 (en inglés: Rhode Island Route 104) es una carretera estatal estadounidense ubicada en el estado de Rhode Island. La carretera inicia en el Sur desde la  US 44     en North Providence hacia el Norte en la Worrall Street en Woonsocket. La carretera tiene una longitud de 24 km (14.9 mi).

## Mantenimiento
Al igual que las autopistas interestatales, y las rutas federales y el resto de carreteras estatales, la Ruta de Rhode Island 104 es administrada y mantenida por el Departamento de Transporte de Rhode Island por sus siglas en inglés RIDOT.

## Cruces
La Ruta de Rhode Island 104 es atravesada principalmente por la  Ruta 116  en Smithfield
 Ruta 7  en North Smithfield
 Ruta 146  en North Smithfield
 Ruta 146A  en North Smithfield.